# Serge Renaudin
Serge Renaudin est un biologiste et universitaire français né le 30 mai 1937 à Alger.

## Biographie
Étudiant aux facultés des sciences d'Alger et de Nantes, docteur ès sciences naturelles, biologiste, spécialiste de la pathologie végétale, il devient assistant à la faculté des sciences d'Alger (1960-1962), à celle de Paris (1962-1963), puis professeur à l'université de Nantes.
Doyen de la Faculté des sciences et techniques de Nantes, il est président de l'université de Nantes de 1988 à 1993.
Il est élu membre correspondant de l'Académie des sciences (section biologie intégrative), le 11 mai 1987.

## Travaux
- Contribution à l'étude de la biologie des Phanérogames parasites : recherches sur Lathraea clandestina L. (Scrofulariacées) / Nantes : Impr. de la Faculté des sciences, 1974

## Distinctions
- Légion d'honneur
- Officier des Palmes académiques